# Fiery Cross Reef
Fiery Cross Reef neboli atol Ohnivý kříž (čínsky Jong-šu tao, 永暑礁, pch. Yǒngshǔ Jiāo; vietnamsky Đá Chữ Thập; filipínsky Kagitingan Reef, v tagalogu Bahura ng Kagitingan) je atol v oblasti Spratlyho ostrovů v Jihočínském moři.
Fiery Cross Reef je největším ze tří atolů (spolu s Mischief Reef a Subi Reef), na nichž Čína počínaje rokem 2014 vystavěla umělý ostrov s letištní plochou a vojenským zařízením, a to i přesto, že její nárok na tyto atoly je zpochybňován dalšími zeměmi v regionu (především Filipínami a Vietnamem). Fiery Cross Reef se současnou rozlohou 274 hektarů představuje největší pevninu v oblasti Spratlyho ostrovů.
Čína na atolu v letech 2014–2015 vybudovala letištní dráhu o délce zhruba 3300 m, na níž v lednu 2016 přistálo i první civilní letadlo. Necitlivá monumentální nástavba na většině atolu měla za následek rozsáhlé zničení zdejších cenných korálových útesů. Přes oficiální proklamace o mírovém zájmu začali Číňané na umělém ostrově umisťovat vojenská zařízení. Podle satelitních snímků jde o „nejpokročilejší z čínských základen“ ve sporných oblastech Jihočínského moře, na níž stojí 12 přístřešků se zatahovacími střechami pro mobilní odpalovací zařízení. Má dostatek hangárů pro umístění 24 bojových letadel a čtyři větší letadla. Přistávací dráha odpovídá vybavení pro čínské bombardéry.
V červenci 2016 odsoudil čínské stavební aktivity ve sporném regionu na základě filipínské žaloby mezinárodní Stálý rozhodčí soud v Haagu. Současně s tím byla také odsouzena čínská koncepce Linie devíti čar, o niž Čína své nároky opírá, která však odporuje mezinárodnímu námořnímu právu.